# José Ignacio Munilla
José Ignacio Munilla Aguirre (San Sebastián, 13 de noviembre de 1961) es un sacerdote, teólogo y obispo católico español. Es el actual obispo de Orihuela-Alicante. Fue obispo de Palencia desde 2006 a 2009 y de San Sebastián desde 2009 a 2021. 
Conocido por sus artículos, primero en la prensa vasca, antes de ser nombrado obispo, y posteriormente por sus colaboraciones semanales en el Diario Palentino, y mensuales en El Norte de Castilla, mantiene una intensa actividad en la prensa escrita. Además, tuvo un programa semanal en Radio María llamado "Sexto continente" donde explicó durante varios años el Catecismo de la Iglesia Católica, desde 2005 al 2012 y donde también ha comentado el Youcat, el catecismo joven de la iglesia católica.

## Biografía

### Primeros años y formación
José Ignacio nació el 13 de noviembre de 1961 en San Sebastián en el barrio de Inchaurrondo y por cultura familiar es vascoparlante.
Estudió Bachillerato en el Colegio del Sagrado Corazón de Mundaiz (San Sebastián). 
Comenzó su carrera eclesiástica en el seminario de Toledo, donde empezó los estudios eclesiásticos, continuándolos en el de San Sebastián por espacio de dos años.

### Sacerdocio
Fue ordenado sacerdote por Mons. José María Setién, el 29 de junio de 1986, en la catedral del Buen Pastor de San Sebastián. 
Zumárraga fue su primer destino, inicialmente en la parroquia de Nuestra Señora de la Asunción —donde sirvió como coadjutor desde junio de 1986— y después en la de El Salvador, de la que fue nombrado párroco el 16 de julio de 1990 y en la que llevó a término la construcción del actual templo parroquial.
Compaginando su dedicación sacerdotal con el estudio, obtuvo la Licenciatura en Teología Espiritual, en la Facultad de Teología del Norte de España, (sede de Burgos). 
Fue miembro del Consejo Presbiteral de la Diócesis, por espacio de seis años, en representación del arciprestazgo de Zumárraga.

## Episcopado

### Obispo de Palencia

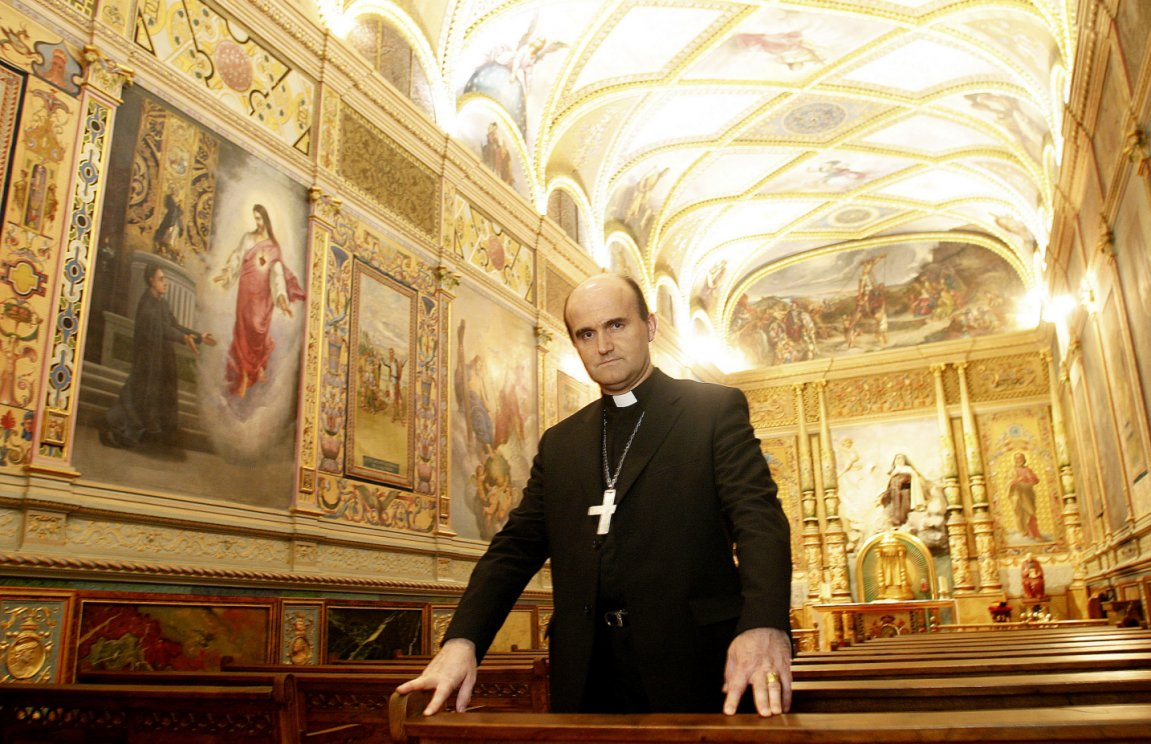
José Ignacio Munilla, cuando era obispo de Palencia.

El 10 de septiembre de 2006, con tan solo 44 años, fue consagrado obispo de Palencia por Manuel Monteiro de Castro y su predecesor Rafael Palmero Ramos, convirtiéndose en el prelado más joven de España en aquel momento.
Sobre la reforma de la ley del aborto realizada en 2009, Munilla declaró que "supone la legitimación de la ley de la selva". Echó en cara a la izquierda el considerar un derecho "la matanza de los inocentes" y advirtió que quien apoyara la ley del aborto sería "cómplice de asesinato" y tendría "responsabilidad moral ante Dios".
Munilla ha enmarcado esta ley, así como otras políticas del Gobierno socialista, en una ola de "anticlericalismo" que afecta a otros ámbitos de la sociedad y que se encargan de mantener activa, según él, algunos medios de comunicación que no ha querido nombrar.

### Obispo de San Sebastián

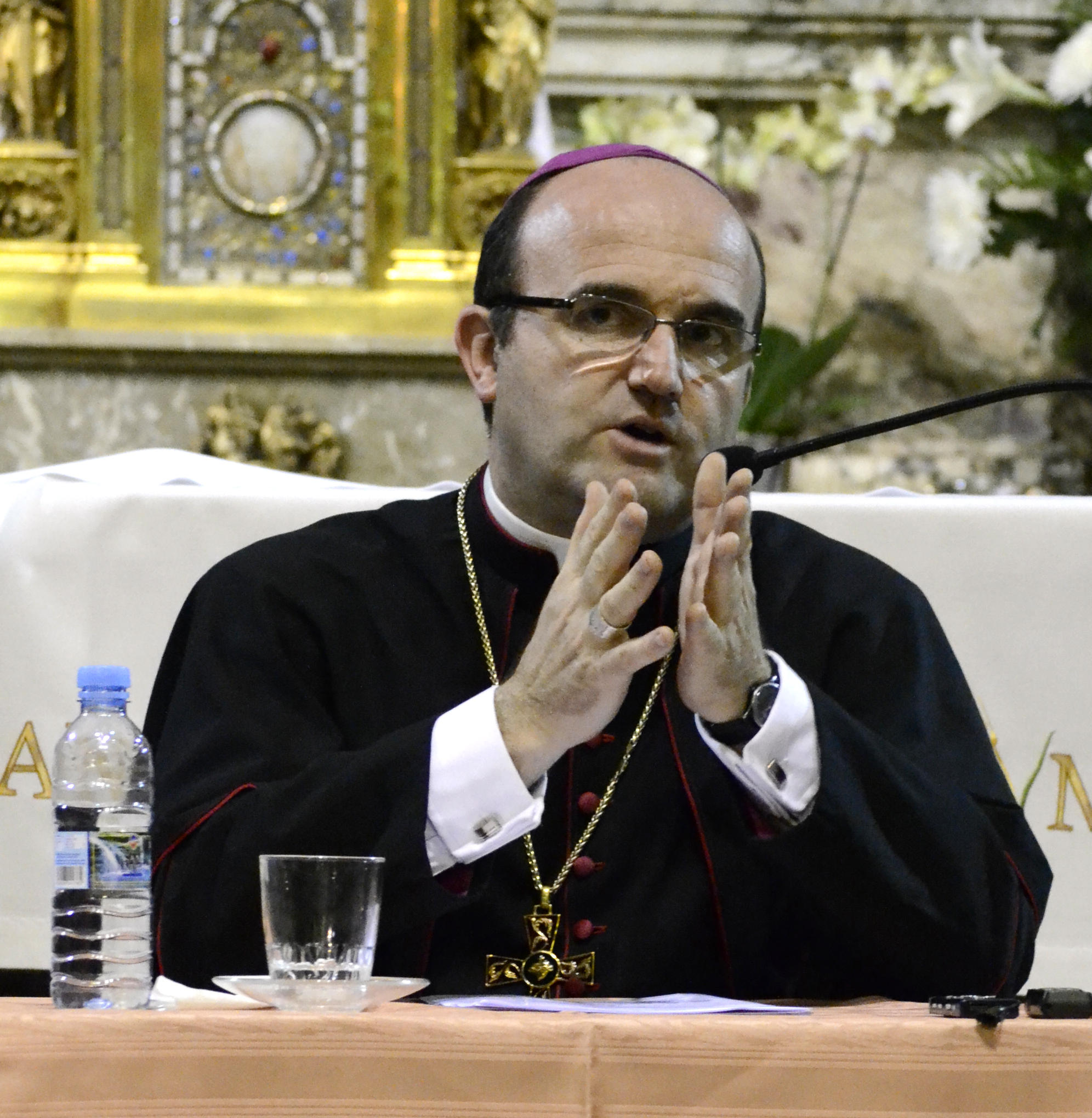
José Ignacio Munilla, durante una conferencia en Valladolid.

Fue nombrado el 21 de noviembre de 2009 por el papa Benedicto XVI obispo de San Sebastián,. Durante la misa de toma de posesión recibió un aplauso de varios minutos de duración por parte de los católicos presentes, entre los que se incluían sus fieles palentinos.
Sin embargo, la mayoría de los párrocos y otros sacerdotes de la diócesis mostraron su rechazo a la designación de Munilla por considerar que sus postulados reaccionarios no estaban en consonancia con «línea pastoral y estilo eclesial» en «fidelidad al espíritu del Concilio Vaticano II» seguidos hasta entonces por la diócesis
Desde los primeros pasos de su ministerio, ha mantenido una relación habitual con el mundo joven y su problemática. Es significativo que su primera Carta Pastoral tuviera el título de “Manda el porro a la porra”. Primero con Francisco Cerro y posteriormente junto con Xavier Novell, obispo de Solsona, fue el obispo Responsable de la Pastoral Juvenil de la Conferencia Episcopal Española. Actualmente forma parte de la comisión de Medios de Comunicación de la Conferencia Episcopal. Recientemente ha sido nombrado Presidente de la Comisión de Medios de Comunicación Social de la Conferencia de Conferencias Episcopales Europeas.
Prolífico en las redes sociales, es conocido por sus declaraciones contra el feminismo y los derechos LGTBI+, y contra el gobierno progresista. La despedida de sus fieles el 6 de febrero de 2022 tuvo algunas coincidencias con la primera misa 12 años antes, a su llegada a la diócesis: en el interior, aplausos, y en el exterior protestas, sobre todo, de grupos feministas y de defensa de los derechos LGTBI+. El balance de su episcopado donostiarra genera bastante polémica: alabado por unos y denostado por otros.

### Obispo de Orihuela-Alicante
El 7 de diciembre de 2021, el papa Francisco lo nombró obispo de Orihuela-Alicante. Tomó posesión el 12 de febrero de 2022.
Munilla se ha manifestado a favor de las terapias de reorientación sexual para homosexuales. Ha defendido y justificado desde su programa de radio online la práctica de estas pseudoterapias, aunque en enero de 2025 negaba la existencia de las mismas y las calificaba como un «constructo ideológico» del marxismo. Vinculado con organizaciones católicas antiabortistas, ha participado a su vez en concentraciones frente a clínicas ginecológicas de su diócesis, lo que ha generado controversia dado que la legislación española prohíbe desde abril de 2022 los actos de acoso frente a este tipo de clínicas.

## Publicaciones
- Dios te quiere feliz, Palabra, 2018, 270 pp.[23]
- Sexo con alma y cuerpo, Freshbook, 2015, 168 pp.
- El descarte del aborto, Idatz, 2014, 116.
- Hablaré a mi pueblo, Idatz, 2014, 447 pp.
- Creo, pero aumenta mi fe, BAC, 2012, 128 pp.
- A la luz de su mirada, Ciudadela, 2012, 107 pp.
- Las cartas sobre la mesa, Ciudadela, 2009, 464 pp.